# Ogrodniczki (gmina Supraśl)
Ogrodniczki – wieś w Polsce położona w województwie podlaskim, w powiecie białostockim, w gminie Supraśl.
| SIMC    | Nazwa  | Rodzaj     |
| ------- | ------ | ---------- |
| 0041602 | Krasne | przysiółek |

## Historia
Miejscowość założono w XVII wieku. Zamieszkiwali ją robotnicy folwarczni.
Według Powszechnego Spisu Ludności z 1921 roku wieś Ogrodniczki liczyła 29 domów i zamieszkiwana była przez 200 osób (91 kobiet i 109 mężczyzn). Większość jej mieszkańców, w liczbie 164 osób, zadeklarowała wyznanie prawosławne, pozostali podali kolejno: wyznanie rzymskokatolickie (32 osoby) i mojżeszowe (4 osoby). Jednocześnie niemal wszyscy mieszkańcy podali narodowość polską (199 osób), 1 osoba zgłosiła narodowość białoruską.
W latach 1975–1998 miejscowość należała administracyjnie do województwa białostockiego.

## Inne

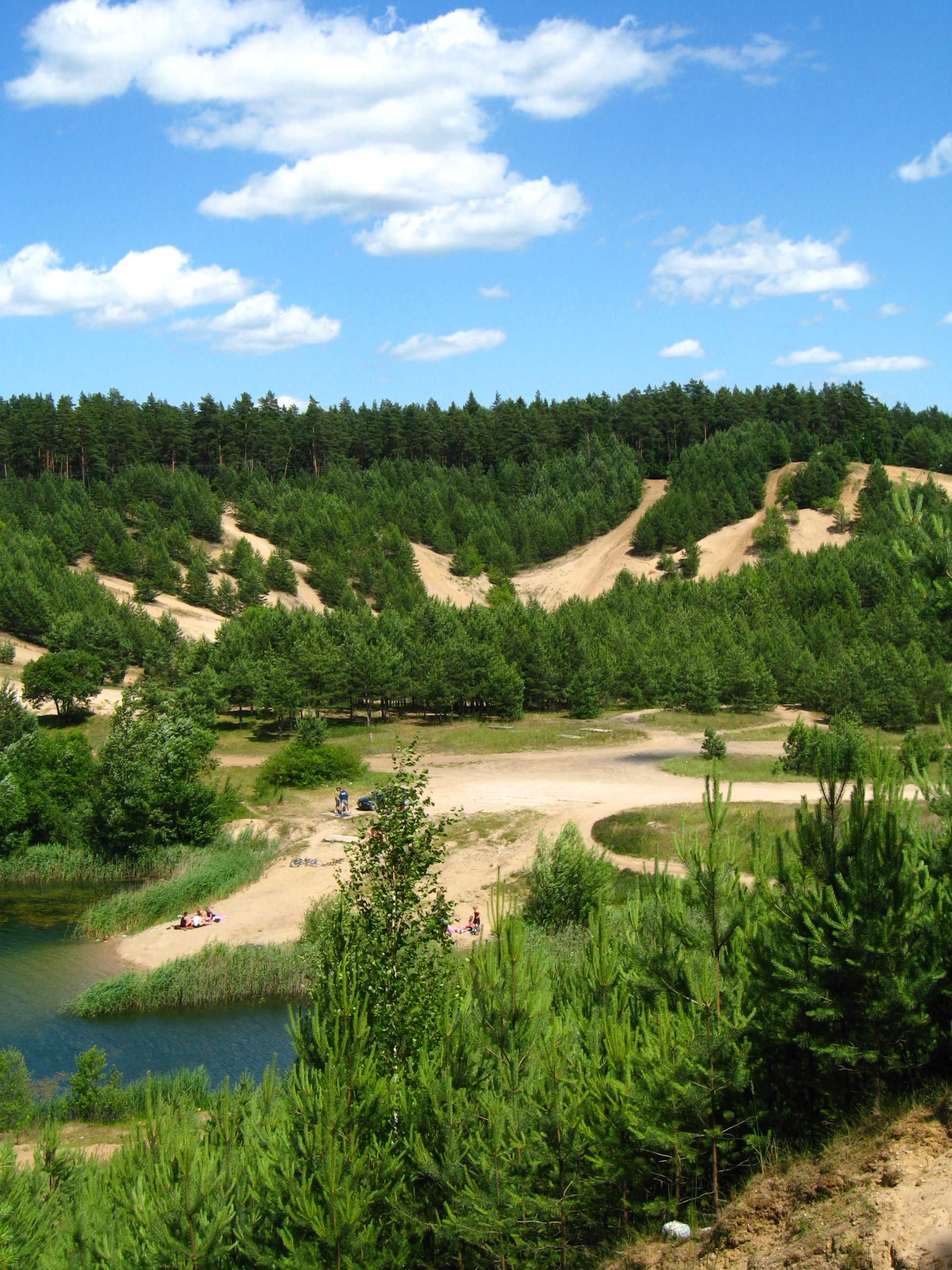
Dawna żwirownia

W położonej nieopodal nieczynnej żwirowni do 2010 roku działał naśnieżany i oświetlony wyciąg narciarski i wypożyczalnia nart, zamknięte z powodu braku środków na badania techniczne i modernizację obiektu. Tuż obok nieczynnego wyciągu od 2012 r. czynny jest „Snowpark Ogrodniczki”, który działa w sezonie zimowym, dysponując m.in. skoczniami, rurami, boxami. Użytkowanie snowparku jest bezpłatne. 
Ponadto od 2011 r. bezpośrednio po święcie Bożego Ciała odbywa się tu piknik militarny Operacja Wschód, należący do największych imprez rekonstrukcyjnych w kraju.
Zbiorniki po byłych wyrobiskach żwiru, zamienione na jeziorka, pełnią funkcję rekreacyjno-wypoczynkową.
Prawosławni mieszkańcy wsi należą do parafii Zwiastowania Przenajświętszej Bogurodzicy i św. Jana Teologa w Supraślu, a wierni kościoła rzymskokatolickiego do parafii Wniebowstąpienia Pańskiego w Karakulach.